# Francis Charles McMath
Francis Charles McMath (1867 – 13 de febrero de 1938) fue un ingeniero civil y astrónomo aficionado estadounidense, cofundador del Observatorio McMath-Hulbert de Míchigan.

## Semblanza
McMath desarrolló una exitosa carrera en el sector de la construcción de puentes metálicos, siendo presidente de la Canadian Bridge and Iron Company de Detroit (también conocida como Detroit Bridge & Iron Works).

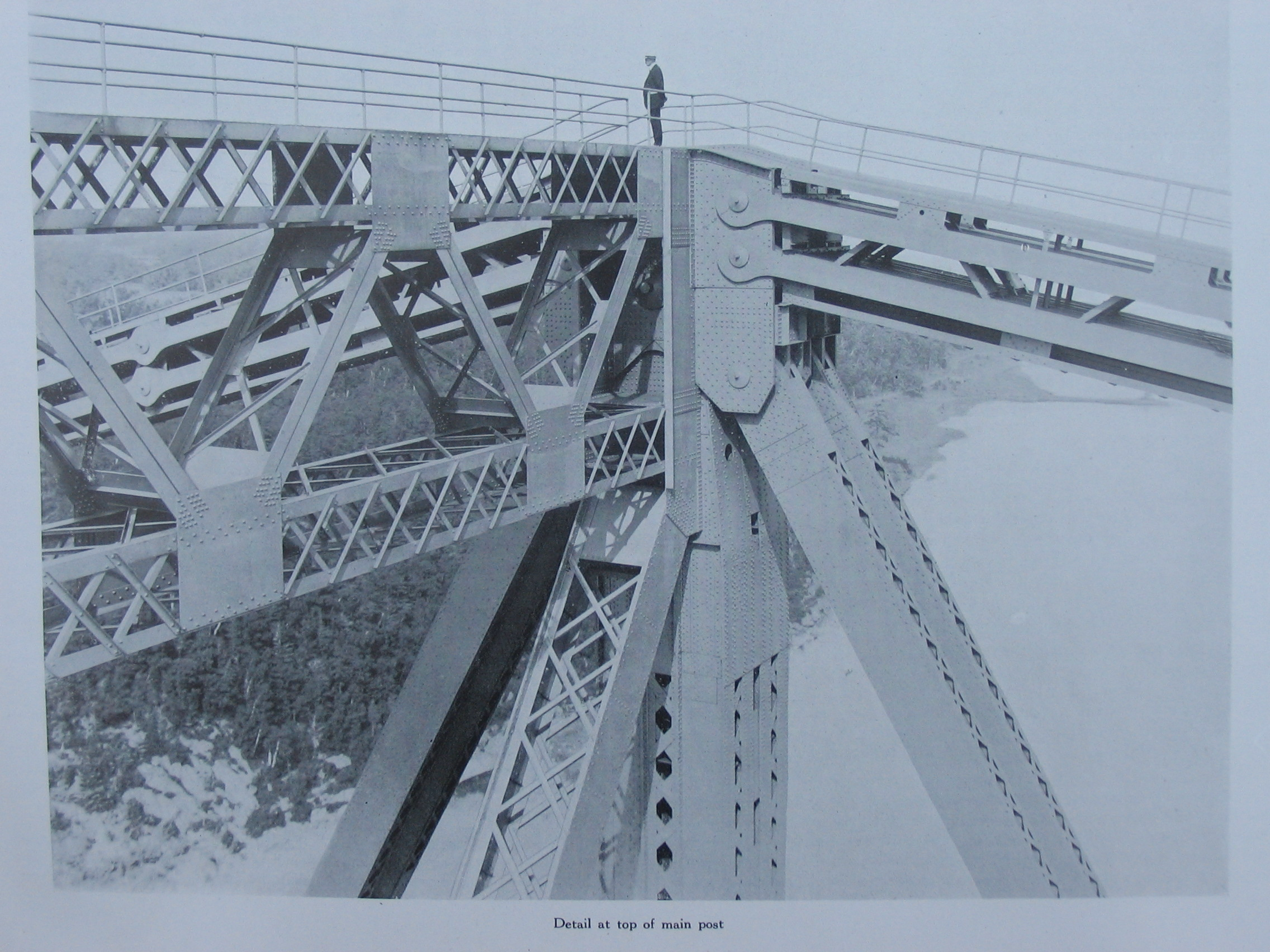
Francis C. McMath sobre la estructura del Puente de Quebec (1918)

Tuvo dos hijos, el astrónomo solar Robert Raynolds McMath y su hermano Neil Cook.
Fue un gran aficionado a la astronomía, iniciando junto con su hijo Robert un ambicioso programa para disponer de un observatorio. Con la participación de Henry S. Hulbert, juez del Condado de Wayne (Míchigan), impulsaron la construcción de un observatorio situado en la localidad de Lake Angelus, cercana a Pontiac (Míchigan). Empezaron a colaborar con la Universidad de Míchigan, cuyo director sugirió en 1931 que la instalación astronómica se denominara Observatorio McMath-Hulbert en honor de sus fundadores.
En 1932 los McMath y el juez Hulbert idearon una técnica innovadora para tomar múltiples imágenes fijas del Sol, la Luna, los planetas y las estrellas, combinándolas en una película.
En mayo de 1933, Peggy McMath (nieta de MacMath, de 10 años de edad) fue secuestrada de su escuela en Massachusetts por los hermanos Kenneth y Cyril Buck, siendo liberada tras el pago de un rescate de 60.000 dólares.

## Reconocimientos
- En 1933 MacMath y su hijo Robert recibieron la Medalla John Price Wetherill del Instituto Franklin.
- Tras la muerte de McMath en 1938, el nuevo telescopio Cassegrain de 24" añadido al Observatorio McMath-Hulbert, fue denominado Telescopio Memorial F. C. McMath en su honor.
- Una donación realizada en 1946 al Union College, instituyó una sociedad de verano para la investigación en ingeniería civil con su nombre.

## Eponimia
- El cráter lunar McMath lleva este nombre en memoria de Francis McMath y de su hijo Robert Raynolds McMath (1891-1962).[2]